# Wesensschau
Wesensschau ist ein Begriff der Philosophie der Moderne, insbesondere der Phänomenologie. Er bezeichnet eine für evident gehaltene Erkenntnis, die erreicht werden soll, indem ein im Bewusstsein gegebenes allgemeines Erkenntnisobjekt direkt erfasst wird.
Einen Ausgangspunkt bildet die Ideenschau in der Lehre Platons. Diese unterscheidet sich allerdings von der Wesensschau im modernen Sinne grundlegend dadurch, dass Platon die Schau der Ideen als Wahrnehmung einer objektiv existierenden metaphysischen Realität auffasst, während die moderne phänomenologische Wesensschau ohne metaphysische Interpretationen auskommt. Nach Max Scheler bezieht sich die Wesensschau allerdings auf Werte, die objektiv und a priori vorhanden sind. Auch Jean-Paul Sartre hält eine transzendente Betrachtung angesichts der grundsätzlich unbegrenzten Abschattungen der Erscheinungsweisen eines Objekts für angezeigt.
In der Phänomenologie Edmund Husserls ist die Wesensschau ein zentraler Begriff. Husserl umschreibt sie auch als Ideation, eidetische Deskription oder eidetische Variation. Danach kann man durch intensive, systematische Analyse bei einem einzelnen Gegenstand die individuellen Eigenschaften, die ihm zufällig (kontingent) zukommen, von den typspezifischen Eigenschaften, die sein Wesen (eidos) ausmachen, unterscheiden. Dies geschieht, indem man sich den Gegenstand in Gedanken vorstellt und seine Eigenschaften dabei verändert. Die Eigenschaften, die dabei unverändert bleiben müssen, damit der Gegenstand durch seine Bezeichnung noch erfasst wird, sind dem Wesen des Gegenstandes zuzurechnen. Sie machen seine Identität aus. Ziel der phänomenologischen Wesensschau ist es, die Evidenz der Dinge zu erfassen, indem sie ohne bestehende Vorurteile betrachtet werden. In diesem Sinne wird die eidetische Variation auch als deskriptive wissenschaftliche Methode verstanden.
Wichtig bei der Wesensschau im Husserlschen Sinn ist die "Einklammerung des Wirklichkeitscharakters"
(eidetische Reduktion).
Für Husserl gründen sich auf die Wesensschau die eidetischen Wissenschaften oder Wesenswissenschaften. Darunter versteht er unter anderem die Logik, die Mathematik und die phänomenologische Philosophie.
An der Wesensschau als Methode wird kritisiert, dass die Gefahr bestehe, durch sie nur die eigenen Vorurteile zu variieren.